# Nipponomyia novempunctata
Nipponomyia novempunctata is een tweevleugelige uit de familie Pediciidae. De soort komt voor in het Oriëntaals gebied.